# Муж собаки Баскервилей
«Муж собаки Баскервилей» — художественный фильм, драма, боевик снятый в 1990 году режиссёром Станиславом Таюшевым.

## Сюжет
В центре повествования находится девушка Ася, девушка с непростой судьбой: её, сироту, воспитал как свою сообщницу опасный преступник. Все называют девушку Собака Баскервилей.
Вскоре она со своим «воспитателем» совершает вооружённое нападение на инкассаторов, Ася убивает человека, они сбегают с деньгами. Но её сообщник погибает, она остаётся одна с мешком денег.
В тот же день она спасает мотогонщика Данилу, и молодые люди проникаются чувствами друг к другу…

## В ролях
| Актёр               | Роль                       |
| ------------------- | -------------------------- |
| Виктор Конисевич    | Данила Осокин              |
| Галина Сурова       | Ася                        |
| Юрий Шлыков         | Вадим Сергеевич Астахов    |
| Вячеслав Шалевич    | Дмитрий Викторович Баварин |
| Александр Корженков | Оранжевый                  |
| Роман Греков        | Жорка                      |
| Маша Кондратенко    | Ася в 7 лет                |
| Татьяна Шелига      | врач «скорой помощи»       |
| Алексей Аблепихин   | Влад                       |
| Елена Кондулайнен   | Светлана                   |
| Виктор Павловский   | гость на свадьбе           |
| Владимир Жариков    | бандит                     |

## Съёмочная группа
| Режиссёр-постановщик | Станислав Таюшев                         |
| Сценарист            | Владимир Зайкин при участии Жанны Огасян |
| Оператор-постановщик | Владислав Меньшиков                      |
| Композитор           | Сергей Бедусенко                         |

## Саундтрек
| Песня                | Исполнитель   |
| -------------------- | ------------- |
| «Песня без слов»     | Кино          |
| «Сказка»             | Кино          |
| «Прощай навеки»      | Фристайл      |
| «Медовый месяц»      | Любэ          |
| «Space Opera Part 3» | Дидье Маруани |
| «Lambada»            | Kaoma         |

## Критика
Фильм рассматривается как попытка создать отечественный вариант американского эксплуатационного кино на байкерскую тему:

К сожалению начало 90-х, было тяжелым временем для отечественного кинематографа и поддавшись влиянию Голливуда режиссеры все больше стали делать основной упор на экшн, эффекты и трюки (которые чаще всего смотрелись очень смешно и глупо), в результате многие фильмы того времени поверхностны и неинтересны. «Муж собаки Баскервилей» смело можно отнести к этой категории, тем более, что актерская игра в этой картине оставляет желать лучшего.— Два колеса в зеркале экрана / Александр Проскурин